# Memorial Rik Van Steenbergen 1991
Il Memorial Rik Van Steenbergen 1991, prima edizione della corsa, si svolse il 7 agosto 1991 su un percorso con partenza e arrivo ad Aartselaar. Fu vinto dal tedesco Olaf Ludwig della Panasonic-Sportlife davanti al belga Koen Vekemans e all'olandese John van den Akker.

## Ordine d'arrivo (Top 10)
| Pos. | Corridore          | Squadra               | Tempo |
| ---- | ------------------ | --------------------- | ----- |
| 1    | Olaf Ludwig        | Panasonic-Sportlife   |       |
| 2    | Koen Vekemans      | SEFB-Saxon-Gan        |       |
| 3    | John van den Akker | PDM-Concorde-Ultima   |       |
| 4    | Ludo De Keulenaer  | Buckler-Colnago-Decca |       |
| 5    | Valerio Piva       | Ariostea              |       |
| 6    | Wilco Zuyderwijk   | Buckler-Colnago-Decca |       |
| 7    | Marc Sergeant      | Panasonic-Sportlife   |       |
| 8    | Peter Spaenhoven   | S.E.F.B.-Saxon        |       |
| 9    | Patrick De Wael    | Histor-Sigma          |       |
| 10   | Dario Mariuzzo     | Ariostea              |       |